# Cankuzo (provincie)
Cankuzo is een van de achttien provincies van Burundi en ligt in het oosten van dat land. De provincie heeft een oppervlakte van een kleine 2000 vierkante kilometer en telde in 1999 naar schatting 170.000 inwoners. De hoofdstad van de provincie is eveneens Cankuzo geheten.

## Grenzen
De provincie Cankuzo grenst aan een buurland van Burundi:
- De regio Kigoma van Tanzania in het noorden, het oosten en het zuidoosten.

Cankuzo heeft verder drie provinciale grenzen:
- Met Muyinga in het noordwesten.
- Een korte grens met Karuzi in het uiterste westen.
- Met Ruyigi in het zuidwesten.

## Communes
De provincie bestaat uit vijf gemeenten:
- Cankuzo
- Cendajuru
- Gisagara
- Kigamba
- Mishiha

Bubanza · Bujumbura Mairie · Bujumbura Rural · Bururi · Cankuzo · Cibitoke · Gitega · Karuzi · Kayanza · Kirundo · Makamba · Muramvya · Muyinga · Mwaro · Ngozi · Rumonge · Rutana · Ruyigi